# British Academy Film Awards 1971
Die 24. Verleihung der British Academy Film Awards zeichnete die besten Filme von 1970 aus. Die Filmpreise wurden von der British Academy of Film and Television Arts (BAFTA) verliehen. 
| Film                                 | N  | A |
| ------------------------------------ | -- | - |
| Ryans Tochter                        | 10 | 0 |
| Zwei Banditen                        | 10 | 9 |
| Kes                                  | 6  | 2 |
| MASH                                 | 5  | 1 |
| Nur Pferden gibt man den Gnadenschuß | 5  | 1 |
| Jeden Morgen hält derselbe Zug       | 3  | 0 |
| Waterloo                             | 3  | 2 |
| Blutige Spur                         | 2  | 2 |
| Bob & Carol & Ted & Alice            | 2  | 0 |
| Catch-22 – Der böse Trick            | 2  | 0 |
| Königin für tausend Tage             | 2  | 0 |
| Patton – Rebell in Uniform           | 2  | 0 |

## Preisträger und Nominierungen

### Bester Film
Zwei Banditen (Butch Cassidy and the Sundance Kid) – Regie: George Roy Hill
Kes – Regie: Ken Loach
MASH – Regie: Robert Altman
Ryans Tochter (Ryan’s Daughter) – Regie: David Lean

### United Nations Award
MASH – Regie: Robert Altman
Catch-22 – Der böse Trick (Catch-22) Regie: Mike Nichols
Das Geständnis (L’Aveu) – Regie: Costa-Gavras
Kes – Regie: Ken Loach

### Beste Regie
George Roy Hill – Zwei Banditen (Butch Cassidy and the Sundance Kid)
Robert Altman – MASH
David Lean – Ryans Tochter (Ryan’s Daughter)
Ken Loach – Kes

### Bester Hauptdarsteller
Robert Redford – Zwei Banditen (Butch Cassidy and the Sundance Kid), Blutige Spur (Tell Them Willie Boy Is Here) und Schußfahrt (Downhill Racer)
Elliott Gould – Bob & Carol & Ted & Alice und MASH
Paul Newman – Zwei Banditen (Butch Cassidy and the Sundance Kid)
George C. Scott – Patton – Rebell in Uniform (Patton)

### Beste Hauptdarstellerin
Katharine Ross – Zwei Banditen (Butch Cassidy and the Sundance Kid) und Blutige Spur (Tell Them Willie Boy Is Here)
Jane Fonda – Nur Pferden gibt man den Gnadenschuß (They Shoot Horses, Don't They?)
Goldie Hawn – Die Kaktusblüte (Cactus Flower) und Ein Mädchen in der Suppe (There's a Girl in My Soup)
Sarah Miles – Ryans Tochter (Ryan’s Daughter)

### Bester Nebendarsteller
Colin Welland – Kes
Bernard Cribbins – Jeden Morgen hält derselbe Zug (The Railway Children)
John Mills – Ryans Tochter (Ryan’s Daughter)
Gig Young – Nur Pferden gibt man den Gnadenschuß (They Shoot Horses, Don't They?)

### Beste Nebendarstellerin
Susannah York – Nur Pferden gibt man den Gnadenschuß (They Shoot Horses, Don't They?)
Evin Crowley – Ryans Tochter (Ryan’s Daughter)
Estelle Parsons – Watermelon Man
Maureen Stapleton – Airport

### Bester/beste Nachwuchsdarsteller/-in
David Bradley – Kes
Liza Minnelli – Pookie (The Sterile Cuckoo)
Michael Sarrazin – Nur Pferden gibt man den Gnadenschuß (They Shoot Horses, Don't They?)
Sally Thomsett – Jeden Morgen hält derselbe Zug (The Railway Children)

### Bestes Drehbuch
William Goldman – Zwei Banditen (Butch Cassidy and the Sundance Kid)
Tony Garnett, Barry Hines, Ken Loach – Kes
Paul Mazursky, Larry Tucker – Bob & Carol & Ted & Alice
James Poe, Robert E. Thompson – Nur Pferden gibt man den Gnadenschuß (They Shoot Horses, Don't They?)

### Beste Kamera
Conrad L. Hall – Zwei Banditen (Butch Cassidy and the Sundance Kid)
Armando Nannuzzi – Waterloo
David Watkin – Catch-22 – Der böse Trick (Catch-22)
Freddie Young – Ryans Tochter (Ryan’s Daughter)

### Bester Schnitt
John C. Howard, Richard C. Meyer – Zwei Banditen (Butch Cassidy and the Sundance Kid)
Danford B. Greene – MASH
Norman Savage – Ryans Tochter (Ryan’s Daughter)
Fredric Steinkamp – Nur Pferden gibt man den Gnadenschuß (They Shoot Horses, Don't They?)

### Bestes Szenenbild
Mario Garbuglia – Waterloo
Maurice Carter – Königin für tausend Tage (Anne of the Thousand Days)
Stephen B. Grimes – Ryans Tochter (Ryan’s Daughter)
Terence Marsh – Scrooge

### Beste Kostüme
Maria De Matteis – Waterloo
Margaret Furse – Königin für tausend Tage (Anne of the Thousand Days)
Vittorio Nino Novarese – Cromwell – Krieg dem König (Cromwell)
Jocelyn Rickards – Ryans Tochter (Ryan’s Daughter)

### Beste Filmmusik
Burt Bacharach – Zwei Banditen (Butch Cassidy and the Sundance Kid) 
Richard Rodney Bennett – Im Visier des Falken (Figures in a Landscape)
Johny Douglas – Jeden Morgen hält derselbe Zug (The Railway Children)
Arlo Guthrie – Alice’s Restaurant

### Bester Ton
David Dockendorf, William Edmondson, Don Hall – Zwei Banditen (Butch Cassidy and the Sundance Kid) 
Don J. Bassman, Don Hall, Douglas O. Williams – Patton – Rebell in Uniform (Patton)
David Dockendorf, Bernard Freericks, Don Hall – MASH
Gordon K. McCallum, Winston Ryder – Ryans Tochter (Ryan’s Daughter)

### Bester Kurzfilm
The Shadow of Progress – Regie: Derek Williams
Blake – Regie: Bill Mason
The Gallery – Regie: Philip Mark Law
The Winds of Fogo – Regie: Colin Low

### Bester Dokumentarfilm
Sad Song of Yellow Skin – Regie: Michael Rubbo

### Bester Animationsfilm
Henry 9 ’til 5 – Regie: Bob Godfrey
Children and Cars – Regie: John Halas
Espolio – Regie: Sidney Goldsmith
It’s Tough to Be a Bird – Regie: Ward Kimball

### Bester spezialisierter Film
The Rise and Fall of the Great Lakes – Regie: Bill Mason
Continental Drift – Regie: Co Hoedeman
Policeman – Regie: Eric Marquis
A Study In Change – Regie: Michael Orrom

## Ehrenpreise

### Academy Fellowship
Alfred Hitchcock